# Kenteken
Een kenteken is een teken waaraan iets of iemand herkenbaar is. Het kan daarbij gaan om het exemplaar of de soort. Het wordt soms ook een insigne of embleem genoemd. 
In het bijzonder is een kenteken een sidecode (letter- en cijfercombinatie) van een voertuig (exemplaar), aangebracht op een of meer op dat voertuig bevestigde kentekenplaten, en op een bijbehorend (papieren) kentekenbewijs. Het kan gaan om voertuigen zoals auto's, bromfietsen, aanhangwagens, motoren, snorfietsen en vrachtwagens.
In vrijwel alle landen moet een kentekenplaat aan de voor- en achterzijde van het voertuig worden aangebracht. Motor- en bromfietsen kunnen meestal volstaan met een kentekenplaat aan de achterzijde, in sommige landen ook opzij van het voorspatbord. Ook een aanhangwagen heeft alleen een plaat aan de achterzijde.

## Landelijke verschillen

### Landelijk of regionaal
Kentekens worden landelijk uitgereikt of per regio. In het laatste geval, wat vooral in grote landen voorkomt, kan men aan het kenteken zien uit welke regio het voertuig afkomstig is. In sommige landen moet dat inderdaad overeenkomen met de regio waar de eigenaar van het voertuig woont, zodat men bij verhuizing of verkoop van het voertuig vaak een nieuw kenteken moet aanvragen. In andere landen kan men zonder bezwaar een kenteken hebben dat in een andere regio is aangevraagd.
Regionale kentekens bestaan in de Verenigde Staten, Duitsland, Turkije, tot 2009 in Frankrijk, Ierland, tot 2000 in Spanje en tot 1950 in Nederland.

### Zelf kiezen
De aanvrager van een kenteken mag een kenteken kiezen (uiteraard voor zover dat kenteken vrij is) of niet. In het laatste geval kan men aan het kenteken zien hoe oud het voertuig is (aangenomen dat het geen gebruikte invoerauto is).
Onder andere in België, Duitsland, Malta, Oostenrijk, Polen, Zweden en de Verenigde Staten kan men zelf een kenteken kiezen.

### Hoort bij voertuig of bij eigenaar
Een kenteken hoort bij het voertuig of bij de eigenaar, of bij geen van beide.
In België hoort het kenteken bij de eigenaar en bij het voertuig. Telkens als iemand een voertuig inschrijft, wordt een nieuw kenteken afgeleverd.
In Nederland is een kenteken gebonden aan het voertuig. Bij verkoop blijft het kenteken bij het voertuig.
In Groot-Brittannië beslist de houder van een kenteken zelf wat hij ermee doet. Hij mag het kenteken op een voertuig naar keuze toepassen en desgewenst aan iemand anders geven. Er is een levendige handel in kentekens met bijzondere combinaties.

### Jaarlijks vernieuwd
In sommige landen is het aanvragen van een kenteken gekoppeld aan de jaarlijkse betaling van de wegenbelasting en wordt het kenteken elk jaar vervangen.
Dit was het geval op Aruba. Hier kon tot 2015 (motorkentekens worden nog wel jaarlijks vervangen) een kenteken voor een heel of een half jaar worden aangeschaft (tegenwoordig koopt men een sticker voor achter de voorruit en blijft het laatst uitgegeven kenteken gehandhaafd, namelijk dat uit 2015). Ieder jaar kreeg de plaat een andere kleur. Het jaarlijks vernieuwen gold ook voor de Nederlandse bromfietsverzekering, maar hierbij was geen sprake van een echt kenteken.

### Toezicht op fabricage
In bijna alle landen moeten de kentekenplaten aan bepaalde voorschriften (zoals kleur en lettertype) voldoen, wat betekent dat ze alleen gefabriceerd mogen worden door bedrijven die aan de eisen voldoen.
In sommige landen kunnen deze bedrijven onechte kentekenplaten maken, die bijvoorbeeld als naamplaat of als versiering dienen. Dergelijke platen mogen natuurlijk niet worden toegepast alsof het echte platen zijn.
In andere landen (o.a. België en sinds 2000 Nederland) worden de platen onder toezicht van de overheid gemaakt. Het is dan niet mogelijk valse platen te maken en verlies van de platen leidt tot administratieve procedures. De witte kentekenplaten voor Nederlandse aanhangers worden zonder toezicht gemaakt.
In Frankrijk was het vanouds gebruikelijk dat het kenteken op het voertuig geschilderd werd - auto's van Franse makelij hadden dan ook van fabriekswege al een zwarte ondergrond om het kenteken op te schilderen.

### Verlies
In de meeste landen moet men bij verlies van de kentekenplaten of de autopapieren een nieuw kenteken aanvragen. In andere landen gelden andere regels.
In landen waar de platen zonder registratie vervaardigd kunnen worden, zoals tot 2000 in Nederland het geval was, kunnen verloren kentekenplaten natuurlijk probleemloos vervangen worden door platen met hetzelfde kenteken.
In België krijgt men een nieuw kenteken bij verlies van de platen. In Nederland krijgt men bij verlies van de bij de RDW geregistreerde kentekenplaten nieuwe platen met hetzelfde kenteken, echter met een cijfertje boven het linker streepje. Dit cijfer staat ook vermeld op het kentekenbewijs als "duplicaatcode".

### Opsporing
Kentekens van gestolen wagens of van auto's waarvan de eigenaar wordt gezocht, worden opgenomen in het Automatic Numberplate Recognition (ANPR) systeem. Ook auto's waarvan de politie aanwijzingen heeft dat er een geheime bergruimte is aangebracht, zitten in het systeem.

### Aanhangwagen
Een aanhangwagen heeft in veel landen een eigen kenteken. Men kan dan zonder bezwaar een aanhangwagen achter een willekeurig voertuig koppelen zonder kentekenplaten te verwisselen. In andere landen heeft een aanhangwagen geen eigen kenteken en moet de wagen worden voorzien van een kentekenplaat die overeenkomt met het trekkende voertuig.
Sinds 1 september 2003 hebben aanhangwagens in Nederland een eigen kenteken. De letterserie begint met een W en voor een oplegger met een O. Dit geldt niet voor aanhangwagens met een maximum gewicht (inclusief lading) van 750 kg. Deze aanhangers, maar ook fietsendragers, hebben hetzelfde kenteken op een wit nummerbord als het trekkende voertuig. Dit nummerbord wordt ook toegepast voor grote koffers op bussen en meeneemheftrucks achter op vrachtwagens.

## België
In België heeft de witte kentekenplaat een rode letter-cijfercombinatie, bestaande uit ofwel: 1 letter en 4 cijfers, 2 letters en 3 cijfers of 3 letters en 3 cijfers. Het kenteken hoort in België niet bij het voertuig maar bij de eigenaar. Bij verkoop wordt de kentekenplaat verwijderd van het voertuig.
Als een auto de Belgische grens wil overschrijden, is een nationaliteitskenteken of B-kenteken onder de vorm van een zwarte B op een witte achtergrond verplicht.
Van 1951 tot 1961 hadden kentekenplaten 1 letter en 4 cijfers in willekeurige volgorde; van 1962 tot 1971 was het een groepje van twee aaneengeschakelde letters en 3 cijfers in willekeurige volgorde; tussen 1971 en 1973 werden de 3 cijfers tussen de twee letters geplaatst en vanaf 1973 tot 2008 werden het drie letters gevolgd door 3 cijfers.
In 2008 werd de combinatie omgedraaid, 3 cijfers gevolgd door 3 letters, omdat de vorige combinaties uitgeput waren. Met dit nieuwe systeem kunnen er opnieuw 17,5 miljoen (10 × 10 × 10 × 26 × 26 × 26) combinaties gevormd worden. De kleuren van de nummerplaten blijven wel dezelfde.
Er was een discussie tussen Vlaanderen en Wallonië over de invoering van de Europese nummerplaat. Oorspronkelijk was deze voor 1 juli 2010 gepland maar die datum werd door twisten over het kleurgebruik niet gehaald. De nieuwe Europese nummerplaat werd uiteindelijk op 16 november 2010 ingevoerd. De combinatie bestaat uit 7 tekens, eerst een indexcijfer van 1 tot 7 gevolgd door 3 letters en 3 cijfers (1-ABC-123) in een iets donkerder rood dan voorheen (robijnrood RAL 3003). Het indexcijfer 8 wordt gebruikt voor internationale kentekenplaten en 9 voor gepersonaliseerde platen. Dit alles voorafgegaan door een blauw balkje met de Europese vlag en de letter B.

## Nederland
In Nederland zijn er diverse kleuren en vormen kentekens te zien. De kleuren zijn:
- Lichtblauw met witte letters/cijfers. Deze kleinere platen zijn bestemd voor snorfietsen met een maximumsnelheid van 25 km/h.
- Lichtblauw met zwarte letters/cijfers. Deze zijn bestemd voor personenvervoer (taxi's en taxibusjes).
- Donkerblauw met witte letters/cijfers. Voor voertuigen met een datum van toelating vóór 1 januari 1978 én een combinatie van 2 × 2 cijfers + 1 × 2 letters
- Groen met witte of zwarte letters/cijfers. Dit zijn handelarenkentekenplaten. Een handelaar mag zo'n plaat zelf aanbrengen op een auto die volgens de registratie bij de RDW tot de bedrijfsvoorraad hoort. Met de auto mag dan alleen gereden worden als dat voor de verzorging van de auto nodig is (proefrit, op weg naar de dealer enz.). Een auto met dit kenteken mag niet achtergelaten worden op een parkeerplaats of iets dergelijks.
- Wit met zwarte letters/cijfers. Kenteken dat een kopie is van het kenteken van het trekkende voertuig, bedoeld voor getrokken voertuigen met een totaal gewicht van minder dan 750 kg en voor artikelen die ervoor zorgen dat de gele kentekenplaat onleesbaar is. Tevens gelden deze platen voor tijdelijke kentekens.
- Geel met zwarte letters/cijfers. Overige voertuigen, inclusief bromfietsen/-mobielen met een maximumsnelheid van 45 km/h. Hierin zijn vele varianten, waaronder:
  - Beginnend met AA: Koninklijk Huis
  - Beginnend met AF: AFCENT in Brunssum
  - Beginnend met B: Bedrijfswagens vanaf 3.500 kg
  - Beginnend met C: Diplomaten
  - Beginnend met D of F: brom- en snorfietsen.
  - Beginnend met KA, KL t/m KZ, LM, LO, LU en MC: Defensie.  Sinds 2014 worden ook militaire kentekens uit serie 7, 9 en 10 uitgegeven, waarvan de eerste twee letters DM zijn.
  - Beginnend met M: Motoren
  - Beginnend met O: Opleggers die zwaarder zijn dan 10.000 kg (onbeladen)
  - Beginnend met V: Bedrijfswagens onder 3.500 kg (onbeladen)
  - Beginnend met W: Aanhangers

Motoren en voertuigen waarop geen kentekenplaat van standaardformaat past, krijgen een aangepaste plaat, die uitgegeven wordt door de RDW.
Vroeger kon iedereen, met een voertuig voor maximaal 3 personen, een grijs kenteken krijgen, dat goedkoper was in de wegenbelasting. Met ingang van het jaar 2000 bestaat deze mogelijkheid alleen nog voor bedrijven (ingeschreven in het Handelsregister bij de KvK) en dan nog op voorwaarde dat het voertuig een vlakke laadruimte zonder laaddrempel heeft.
Naar aanleiding van de boerenprotesten in het najaar van 2019, is er inmiddels ook een meerderheid in de Tweede Kamer voor invoering van een kentekenplicht voor tractoren.